# Un cielo stellato sopra il ghetto di Roma
Un cielo stellato sopra il ghetto di Roma è un film del 2020 diretto da Giulio Base scritto con Israel Cesare Moscati e Marco Beretta.
Presentato in anteprima alla 15ª edizione della Festa del Cinema di Roma, il film è stato reso disponibile su Rai Play il 27 gennaio 2021 in occasione del Giorno della Memoria, e trasmesso in seconda serata su Rai 1 il 6 febbraio seguente.

## Trama
La diciottenne Sofia, aspirante violinista e figlia di un pianista di fama internazionale, scopre nella soffitta di casa sua una vecchia valigia contenente una struggente lettera con dentro la foto ingiallita di una bambina ebrea, Sarah Cohen, nata nel 1939 e la cui famiglia è stata barbaramente uccisa nel campo di sterminio di Birkenau: Sofia, insieme a un gruppo di amici (due cattolici come lei, Tato e Valentina, e tre ebrei, Ruben, Ilan e Lea), decide di indagare a fondo per scoprire che fine abbia fatto quella bambina, che è stata adottata.
La ricerca fa riemergere i traumi della guerra e dell'Olocausto, le violenze dei nazifascisti e le sofferenze  patite da milioni di famiglie distrutte. I ragazzi, insieme ai rispettivi compagni di classe, decidono di organizzare uno spettacolo teatrale il cui copione è tratto dalla lettera e dalla testimonianza di suor Lucia, autrice della stessa.
Da giovane Lucia si innamorò di Vittorio, dal quale era ricambiata, egli era un coetaneo ebreo dal quale rimase incinta; quando suo padre, fascista e razzista, lo scoprì, la aggredì con una tale violenza da farla abortire, poi la costrinse a entrare nel Convento delle suore di Sant'Alessio. Qui Lucia conobbe e si affezionò alla piccola Sarah. Suo padre venne a sapere che la priora del convento usava il palazzo come rifugio per la povera gente e la denunciò ai tedeschi, ma Lucia riuscì a salvare Sarah nascondendola nella ruota degli orfani. Lucia si prese cura della bambina, sperando un giorno di rincontrare Vittorio e adottarla insieme. Quando la nuova priora suor Pia certificò il massacro della famiglia di Sarah, la fece battezzare perché c'era una famiglia di cristiani che la voleva adottare, ma impedì a Lucia di salutarla, così le scrisse una lettera mettendola nella fodera della sua valigia. Quando andò in cerca di Vittorio nella sua vecchia casa, occupata da sfollati, questi ultimi le dissero che il ragazzo era  stato ucciso nei campi di sterminio. Fu allora che Lucia decise di prendere i voti per sempre.
Insieme al rabbino Volterra, Sofia consulta alcuni documenti al vicariato, e la ragazza rimane sconvolta nel leggere il nome dell'uomo che ha pagato l'adozione di Sarah: Roberto Perrone, il padre di sua nonna materna Assunta. Quest'ultima, infatti, è la Sarah che stavano cercando, e che ha perso i ricordi di bambina a causa del fortissimo trauma subìto.
Assunta, accompagnata al convento dai ragazzi e dal rabbino, riacquista i ricordi e finalmente rincontra suor Lucia. Ebrei e cristiani si riuniscono in sinagoga, dove Assunta ribadisce di sentirsi cristiana e che tale rimarrà, mentre Sofia decide di convertirsi all'ebraismo così che «la linea che era stata spezzata riprenderà il suo corso».